# Antica Pizzeria Port’Alba

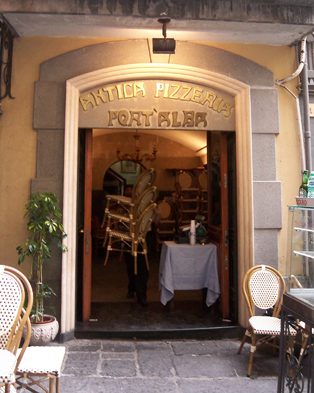
wejście do pizzerii (2007 rok)

Antica Pizzeria Port'Alba – nadal działająca pierwsza na świecie pizzeria, znajdująca się w Neapolu, która rozpoczęła działalność jako restauracja w 1830 roku, lecz już od 1738 roku zajmowała się wytwarzaniem pizzy.